# Фернандес Кория, Валентин
Валентин Фернандес Кория (исп. Valentin Fernández Coria, 1886 — 1954) — аргентинский шахматист, национальный мастер.
Неоднократный участник отборочных турниров на право играть матч с чемпионом Аргентины. Серебряный призер 1-го чемпионата Южной Америки (1921 / 1922 гг.).
В составе сборной Аргентины участник официальной шахматной олимпиады 1928 г. (выступал на 1-й доске) и неофициальной шахматной олимпиады 1924 г. (чемпионата мира ФИДЕ).

## Спортивные результаты
| Год         | Город        | Соревнование                                | +  | − | = | Результат | Место |
| ----------- | ------------ | ------------------------------------------- | -- | - | - | --------- | ----- |
| 1914        | Буэнос-Айрес | Показательная партия с Х. Р. Капабланкой    | 0  | 1 | 0 | 0 из 1    |       |
| 1921 / 1922 | Монтевидео   | Южноамериканский чемпионат                  | 10 | 2 | 5 | 12½ из 17 | 2—3   |
| 1924        | Буэнос-Айрес | Чемпионат Аргентины                         |    |   |   |           | [ 2 ] |
|             | Париж        | Чемпионат мира ФИДЕ                         |    |   |   | 5 из 13   |       |
| 1928        | Гаага        | II Олимпиада (сборная Аргентины, 1-я доска) | 1  | 3 | 4 | 3 из 8    |       |
| 1931        | Буэнос-Айрес | Чемпионат Аргентины                         | 5  | 9 | 4 | 7 из 18   | 15    |